# Теорема Тверберга

Разбиение Тверберга вершин правильного семиугольника на три подмножества с пересекающимися выпуклыми оболочками.

Теорема Тверберга, впервые сформулированная Твербергом, утверждает, что достаточно большое число точек в d-мерном евклидовом пространстве может быть разбито на подмножества с пересекающимися выпуклыми оболочками. В частности, для множества 
{\displaystyle (d+1)(r-1)+1\ }
точек  существует точка x и разбиение данных точек на r подмножеств, таких, что x принадлежит выпуклой оболочкой всех подмножеств. Результирующее разбиение из этой теоремы известно как разбиение Тверберга.

## Примеры
Для r = 2, теорема Тверберга утверждает, что любые d + 2 точки могут быть разбиты на два подмножества с пересекающимися выпуклыми оболочками. Этот специальный случай известен как теорема Радона. В этом случае для точек в общем положении существует единственное разбиение.
Случай r = 3 и d = 2 утверждают, что любые семь точек на плоскости могут быть разбиты на три подмножества с пересекающимися выпуклыми оболочками. Иллюстрация показывает пример, в которой семь точек являются вершинами правильного семиугольника. Как показывает пример, может быть много различных разбиений Тверберга одного набора точек. Эти семь точек могут быть разбиты семью различными способами, которые отличаются друг от друга поворотом.